# Alkmaar
Alkmaar  este un oraș în provincia Olanda de Nord, Țările de Jos. 

## Localități componente
Alkmaar, Koedijk, Overdie, Oudorp, Omval

## Personalități născute aici
- Geertruida Wijsmuller-Meijer (cunoscută ca Mătușa Truus, 1896 - 1978), membră a rezistenței neerlandeze.